# Волфганг Милер
Волфганг Милер (Дрезден, 26. јануар 1943) бивши је источнонемачки атлетски репрезентативац, који се такмичио у спринтерским дисциплинама од којих је најуспешнији у трци на 400 метара. Био је члан АК Форверц из Потсдама.

## Спортска биографија
Године 1967. био је члан источнонемачке штафете 4 х 300 метара на 1. Европским играма у дворани 1967. у Прагу која је у финалу била дисквалификована.
На Летним олимпијским играма 1968. у Мексико Ситију стигао је до полуфинала у појединачном такмичењу, а испао у квалификацијама са штафетом 4 к 400 метара.
Године 1972. освојио је бронзану медаљуу дисципли 400 м, на 3. Европском атлетском првенству у дворани у Греноблу резултатом 47,42
Био је првак Источне Немачке на отвореном 1969. 1970. и 1972. а 1968. заузео је друго место. У дворани је победио 1972, а 1969. био је други.

## Лични рекорди
- 200 м — 21,1 с, 28. мај 1972, Потсдам
- 400 м — 46.32 с, 17. октобар 1968, Мексико Сити